# 東林念佛堂

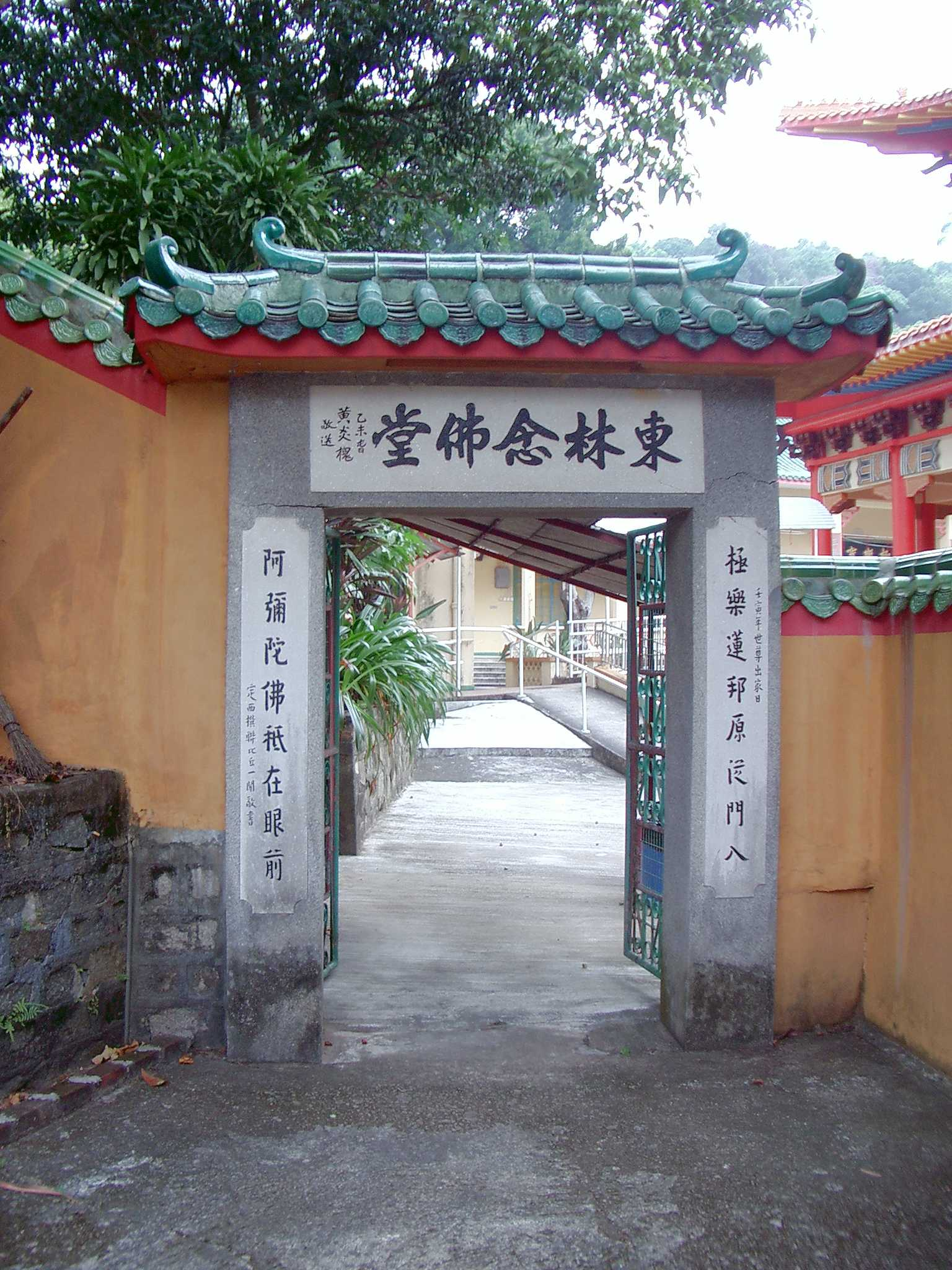
香港，荃灣，芙蓉山新村，東林念佛堂，山門

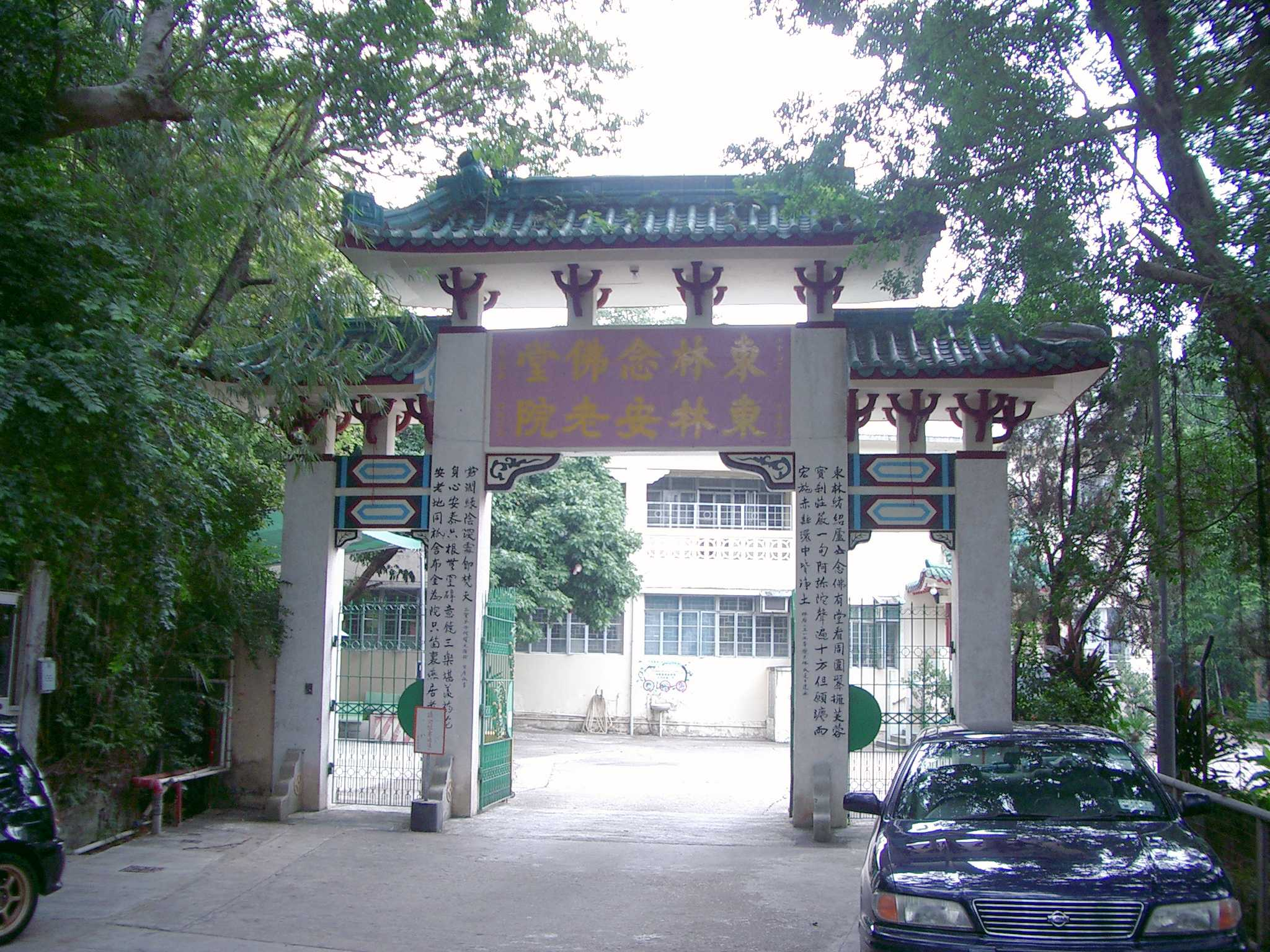
香港，荃灣，芙蓉山新村，東林念佛堂，東林安老院

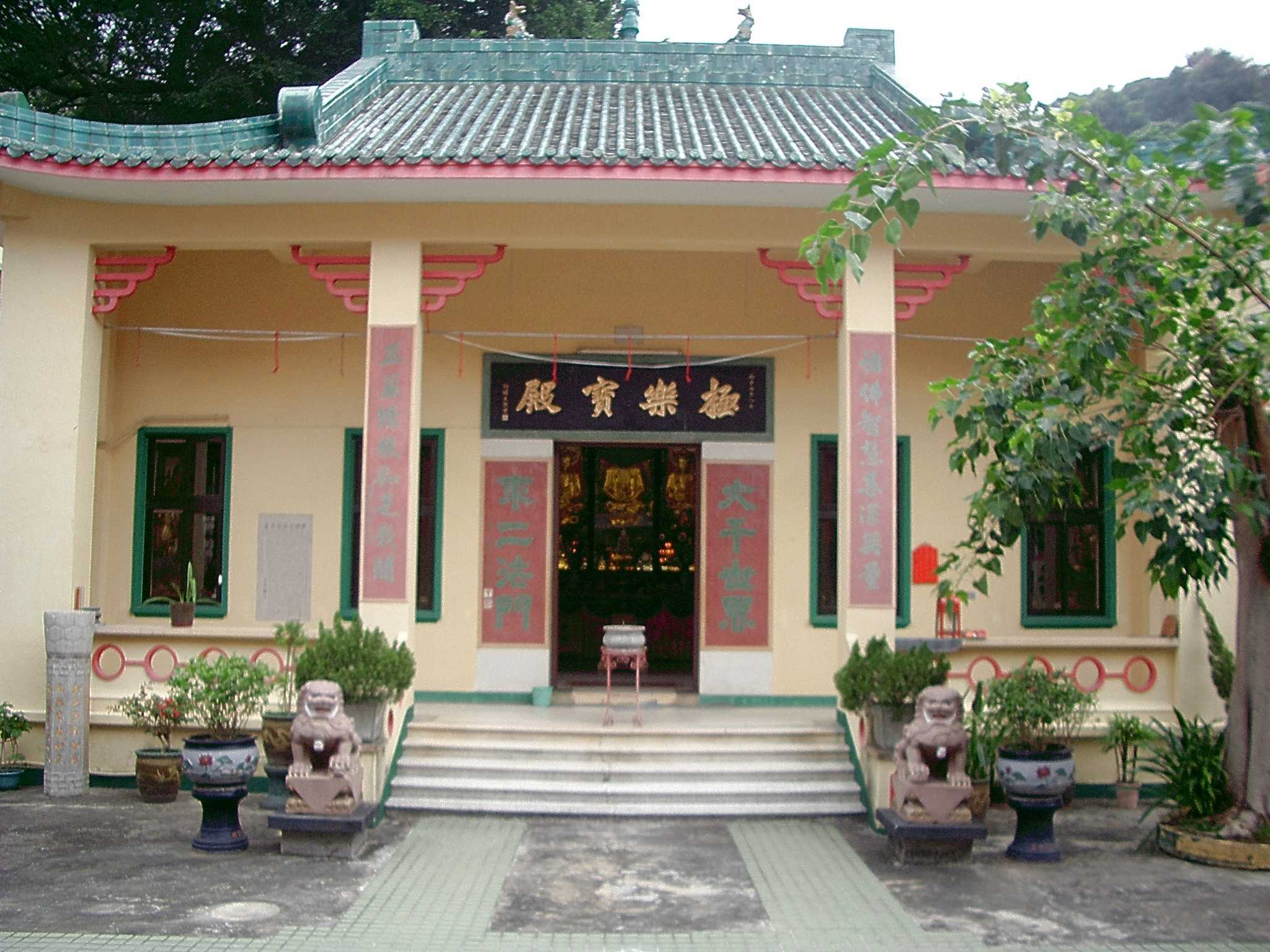
香港，荃灣，芙蓉山新村，東林念佛堂，極樂寶殿

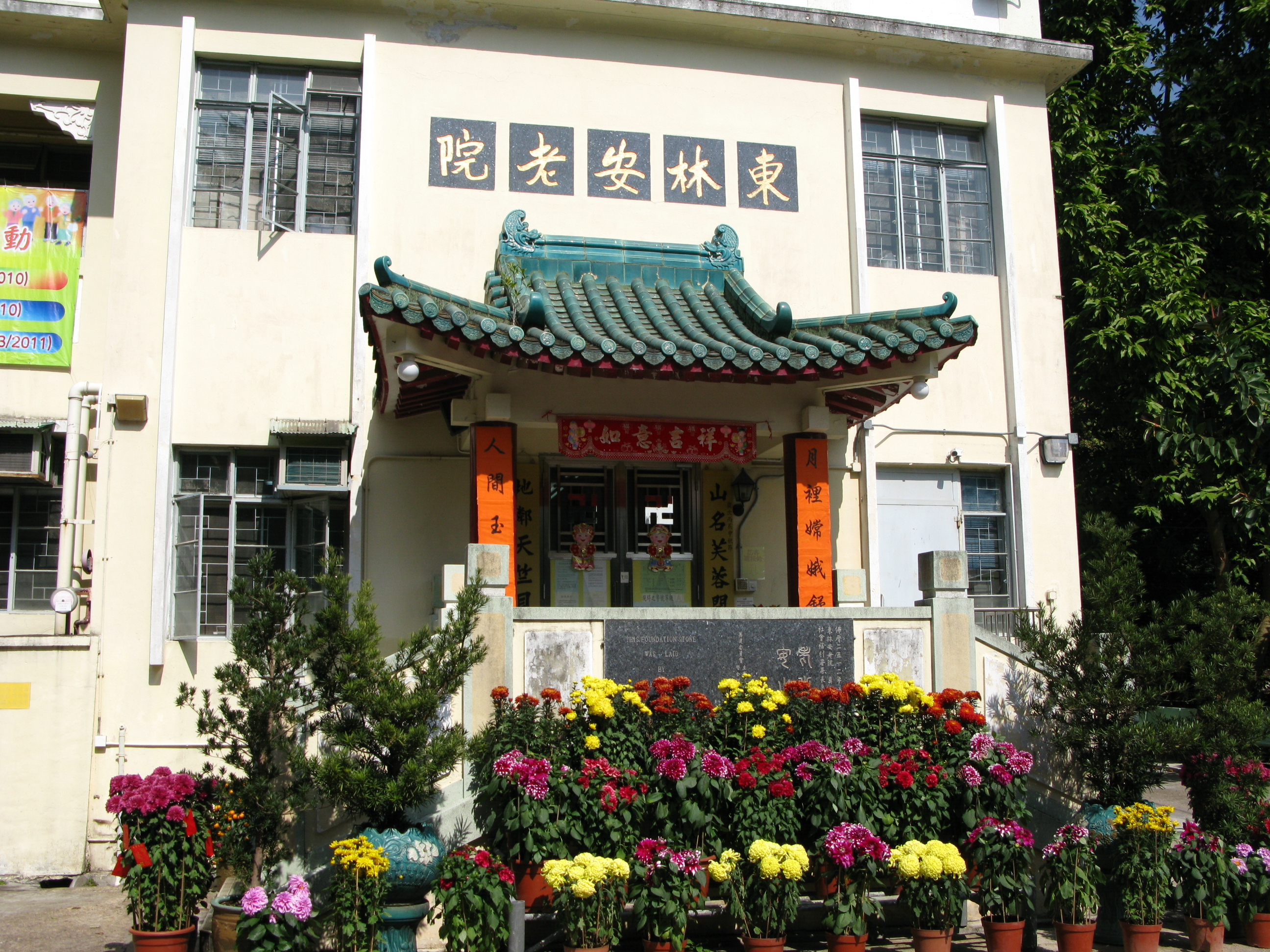
東林安老院外觀

東林念佛堂（英語：Tung Lum Nien Fah Tong）是一所由定西法師於1952年創立的佛教淨土宗寺廟及道場，位於香港新界荃灣老圍芙蓉山東林臺29號，與竹林禪院及南天竺寺相鄰。

## 建築特色
- 山門的橫匾：「乙未屯日黃炎槐敬送東林念佛堂」。
  - 山門：壬寅年（1962年虎年）世尊出家日，定西撰聯比丘一聞敬書。
  - 對聯：「極樂蓮邦原從門入；阿彌陀佛祇在眼前。」
- 山門後為「東林安老院」，於1970年啟用。
- 極樂寶殿樓在1998年12月26日（星期六，聖誕節翌日）啟用。
  - 地下名為「大悲殿」，供奉一尊「千手觀音」的雕像。
  - 二樓供奉釋迦牟尼、地藏菩薩、觀世音菩薩及十八羅漢等多尊雕像。

## 事故
2003年10月11日凌晨，東林念佛堂曾發生雙重兇殺案，兩名執掌寺院管理的僧人「大穩法師」及副住持「果宗法師」在一夜間遭連環殺害。

## 公共交通
- 私家車或的士：設有停車場可供駕駛人士使用。
- 專線小巴85號：來往荃灣的兆和街至東林念佛堂。

## 鄰近景物
- 竹林禪院
- 南天竺寺
- 太虛大師舍利塔
- 芙蓉雅苑
- 木棉下村
- 海壩村
- 曹公潭
- 三疊潭
- 西方寺
- 圓玄學院

## 資料來源
1. ↑  . 文匯報. 2003-10-13  [2011-02-06]. （原始内容存档于2017-09-22）.

## 外部連結
22°22′38″N 114°7′10″E / 22.37722°N 114.11944°E